# Reanimation
Reanimation – drugi album crossoverowego zespołu Linkin Park, większość utworów jest remiksami z pierwszej płyty Hybrid Theory. Każda piosenka została utworzona z udziałem innych zespołów bądź muzyków. Płyta została wydana w USA,oraz w Europie i Azji oraz w Japonii, a producentem był Mike Shinoda.

## Muzyka
Jako intro albumu wykorzystano początek utworu „Krwlng". „Stef”,"Chali” i „Riff Raff” to wiadomości telefoniczne, w których liderzy tych zespołów przekazują coś Mike’owi.

## Produkcja
Ryu ze Styles of Beyond nagrał część utworu „Wth>You” z Reanimation. Jednakże jego dzieło nie zostało nigdy wykorzystane.
Do Reanimation zostało nagranych 20 teledysków na potrzeby programu Playback nadawanego w MTV. Zwykle puszczane są w nim pełne albumy, ale niezilustrowane żadnym obrazem. Linkin Park postanowił złamać ten schemat.
Team Sleep zremiksował My>Dsmbr, ale utwór okazał się zbyt mroczny, aby znaleźć się na Reanimation.

## Lista utworów

### CD
1. Opening
2. „Pts.Of.Athrty” – Jay Gordon z Orgy
3. „Enth E Nd” -Kutmasta Kurt wraz i Motion Manem
4. „[Chali]”
5. „Frgt/10” – Alchemist wraz z Chali 2na
6. „P5hng Me A*wy” – Stephen Richards z Taproot
7. „Plc.4 Mie Hæd” – Amp Live wraz z Zion of Zion I
8. „X-ecutioner style” – The X-Ecutioners wraz z Black Thoughtem z The Roots
9. „H! Vltg3” – Evidence i DJ Babu z Dilated Peoples wraz z Pharoahe Monchem
10. „[Riff Raff]”
11. „Wth>You” – Aceyalone
12. „Ntr\Mssion"
13. „PPr:Kut” – Cheapshot i Jubacca wraz z Rasco i Planet Asia z Cali Agents
14. „Rnw@y” – Backyard Bangers wraz z Phoenix Orion
15. „My{Dsmbr” – Mickey P. wraz z Kelli Ali
16. „[Stef]”
17. „By_Myslf” – Josh Abraham wraz z Stephenem Carpenterem z Deftones
18. „Kyur4 Th Ich” – Chairman Hahn
19. „1stp Klosr” – The Humble Brothers wraz z Jonathanem Davisem z Korn
20. „Krwlng” – Mike Shinoda z Aaron Lewis

### DVD
Wersja DVD oprócz wszystkich utworów zawiera wideo:
- Pts.Of.Athrty
- Frgt/10
- Kyur4 Th Ich
- The Making of Pts.Of.Athrty